# جامع عتيق
جامع عتيق هو مسجد يعود إلى القرن 9. ويقع المسجد في شيراز، عاصمة مقاطعة فارس، إيران.